# Ardea (gènere)
Ardea és un dels gèneres d'ocells de la família dels ardèids (Ardeidae) i l'ordre dels pelecaniformes, coneguts amb els noms d'agrons o bernats. Aquest gènere inclou les espècies majors de la família, fent 80-100 cm de llargària o encara més. Són aus lligades als aiguamolls, on s'alimenten de peixos, granotes i altres animalons aquàtics. La major part dels membres d'aquest grup crien en grans nius fets de rames, sobre els arbres. Les espècies septentrionals com el bernat americà, el bernat pescaire i l'agró roig migren cap al sud en hivern, encara que els dos primers només ho faran si els seus estanys es congelen. Són aus poderoses amb llargs colls i potes, que romanen immòbils sobre l'aigua poc profunda i després, de sobte, s'apoderen de llurs preses amb un ràpid moviment del cap. Tenen un vol regular i lent, amb el coll retret com és característic dels ardèids, a diferència de les cigonyes, grues i becplaners, que volen amb el coll estès. Aquest gènere es presenta per gran part del món. Són propis de l'avifauna dels Països Catalans el bernat pescaire i l'agró roig.

## Taxonomia
Dins aquest gènere s'han reubicat alguns martinets, fins fa poc inclosos al gènere Egretta, i els esplugabous del gènere Bubulcus. Segons el Congrés Ornitològic Internacional (versió 14.2, 2024) el gènere conté 16 espècies:
- Bernat collblanc (Ardea pacifica)
- Agró blanc (Ardea alba)
- Martinet beccurt (Ardea brachyrhyncha)
- Martinet intermedi (Ardea intermedia)
- Martinet plumífer (Ardea plumifera)
- Esplugabous (Ardea ibis)
- Esplugabous oriental (Ardea coromanda)
- Bernat pescaire (Ardea cinerea)
- Bernat americà (Ardea herodias)
- Bernat cocoi (Ardea cocoi)
- Agró roig (Ardea purpurea)
- Bernat de Madagascar (Ardea humbloti)
- Agró ventreblanc (Ardea insignis)
- Agró de Sumatra (Ardea sumatrana)
- Bernat capnegre (Ardea melanocephala)
- Agró goliat (Ardea goliath)

També es consideren dins del gènere ardea algunes espècies extintes a partir de registres fòssils, com és el cas de l'agró de Bennu (Ardea bennuides).